# Filip Orleanski
Filip od Orléansa (Philippe; Vincennes, 1. srpnja 1336. — Orléans, 1. rujna 1375.) bio je princ Francuske, peti sin kralja Filipa VI. Sretnog i njegove žene Ivane Hrome te vojvoda Orléansa i Tourainea, kao i grof Valoisa. Otac ga je imenovao vojvodom Orléansa godine 1344.
Dana 18. siječnja 1345., Filip je oženio svoju sestričnu Blanku (1. travnja 1328. — 1392.), kćer kralja Karla IV. Lijepog. Par nije imao djece, ali je Filip imao dvojicu izvanbračnih sinova, od kojih je jedan bio Luj od Orléansa (biskup). Filipova izvanbračna kći bila je Marija od Orléansa, žena Gédéona V. od Beauvilliersa.
Budući da Filip nije imao djece rođene u braku, njegovi posjedi pripali su kruni.
|  | Portal Francuske – Pristup člancima s tematikom o Francuskoj. |